# Proclinopyga amplectens
Proclinopyga amplectens är en tvåvingeart som beskrevs av Axel Leonard Melander 1927. Proclinopyga amplectens ingår i släktet Proclinopyga och familjen dansflugor.
Artens utbredningsområde är Kalifornien. Inga underarter finns listade i Catalogue of Life.